# Братский (Гомельская область)

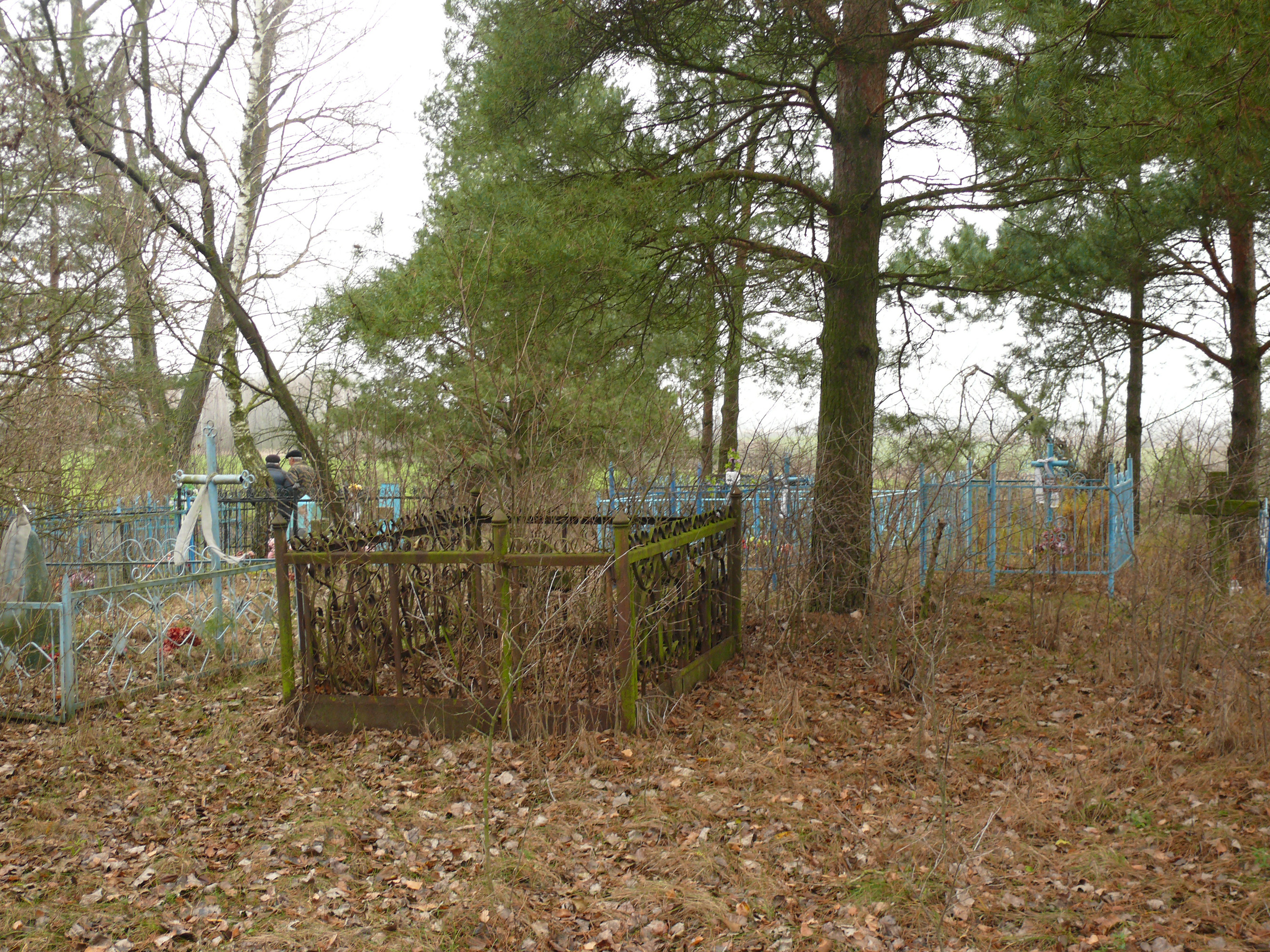
Поселковое кладбище

Бра́тский (бел. Брацкі) — упразднённый посёлок в Чемерисском сельсовете Брагинского района Гомельской области Беларуси.

## География

### Расположение
В 14 км на юго-восток от Брагина, 42 км от железнодорожной станции Хойники (на ветке Василевичи — Хойники от линии Калинковичи — Гомель), 133 км от Гомеля, в 4 км западнее деревни Чемерисы.

## Транспортная система
Транспортные связи по просёлочной, затем автомобильной дороге Комарин — Брагин.

## История
Основан в начале XX века переселенцами из соседних деревень. В 1930 году 184 га земли. В 1931 году крестьяне вступили в колхоз. Позже в составе колхоза «Рассвет» (центр — деревня Чемерисы).
С 29 ноября 2005 года исключён из данных по учёту административно-территориальных и территориальных единиц.

## Население

### Численность
- 1980-е — жители (13 семей) выселены

### Динамика
- 1930 год — 19 дворов, 96 жителей
- 1980-е — жители (13 семей) выселены